# America: A Tribute to Heroes
America: A Tribute to Heroes est un concert de bienfaisance créé par les dirigeants des quatre principaux réseaux de diffusion télévisée américains : Fox, ABC, NBC et CBS. Joel Gallen a été sélectionné pour produire et diriger le spectacle. L'acteur George Clooney a organisé les célébrités pour jouer et pour gérer la plateforme téléphonique.
Le concert a été diffusé en direct par les quatre principaux réseaux de télévision américains et tous les réseaux câblés à la suite des attaques du 11 septembre contre le World Trade Center et le Pentagone en 2001. Réalisé à la manière d'un téléthon, il présentait un certain nombre d'artistes nationaux et internationaux se produisant pour collecter des fonds pour les victimes et leurs familles, en particulier les pompiers de New York et les policiers de New York. Il a été diffusé le 21 septembre 2001, sans interruption et sans publicités. L'émission a remporté un prix Peabody. Elle est sortie le 4 décembre 2001 sur CD et DVD.
Sur une scène sombre illuminée par des centaines de bougies, 21 artistes ont interprété des chansons de deuil et d'espoir, tandis que divers acteurs et autres célébrités ont livré de courts messages parlés. Les performances musicales ont eu lieu dans trois studios à Los Angeles (CBS Television City), New York et Londres, tandis que les messages des célébrités ont eu lieu à Los Angeles[réf. nécessaire].   Certains des musiciens, y compris Neil Young et Eddie Vedder, ont travaillé comme opérateurs au téléphone, prenant des engagements de dons. Plus de 200 millions de dollars ont été amassés et versés au Fonds de Centraide du 11 septembre.
En 2004, le magazine Rolling Stone a sélectionné ce concert, ainsi que le Concert pour New York, comme l'un des 50 moments qui ont changé le rock and roll.
L'émission a également été diffusée simultanément au Canada ; Neil Young et la chanteuse canadienne Céline Dion se sont produits.

## Interprètes
- Bruce Springsteen : My City of Ruins (en), une chanson qu'il n'avait interprétée que dans quelques spectacles au New Jersey. Écrit avant les attentats du 11 septembre, il s'agit en fait de sa ville natale, Asbury Park, New Jersey ; avec quelques phrases légèrement modifiées et introduites comme « une prière pour nos frères et sœurs déchus ». La chanson est apparue sur son album The Rising l'année suivante.
- Stevie Wonder avec Take 6 : Love's in Need of Love Today, de son album de 1976 Songs in the Key of Life.
- U2 avec Dave Stewart, Natalie Imbruglia et Morleigh Steinberg: Peace on Earth (en) (intro) / Walk On, tous deux de leur album 2000 All That You Can't Leave Behind. Cette performance a été retransmise par satellite depuis Londres.
- Faith Hill : There Will Come a Day, de son album de 1999 Breathe (en). Pour cette performance, Hill a été rejoint par une chorale de gospel et Paul Shaffer aux claviers.
- Tom Petty and the Heartbreakers : I Won't Back Down (en), extrait de l'album solo de Petty en 1989, Full Moon Fever.
- Enrique Iglesias : Hero, qui venait de sortir comme son nouveau single.
- Neil Young : Imagine de John Lennon, que Young n'avait jamais enregistré auparavant.
- Alicia Keys : Someday We'll All Be Free (en) de Donny Hathaway, que Keys n'avait jamais enregistré auparavant.
- John Rzeznik des Goo Goo Dolls avec Fred Durst  et Wes Borland de Limp Bizkit : Wish You Were Here de Pink Floyd, avec quelques nouvelles paroles écrites pour l 'occasion. Ni les Goo Goo Dolls ni Limp Bizkit n'avaient enregistré cette chanson auparavant.
- Billy Joel : New York State of Mind, extrait de son album de 1976 Turnstiles.
- Dixie Chicks : I Believe In Love, une nouvelle chanson qui est parue sur l'album Home (en) l'année suivante.
- Dave Matthews : performance solo de Everyday, de l'album Everyday de Dave Matthews Band (2001).
- Wyclef Jean : Redemption Song de  Bob Marley, que Jean n'avait jamais enregistré auparavant.
- Mariah Carey : Hero, de son album de 1993 Music Box.
- Jon Bon Jovi et Richie Sambora de Bon Jovi : Livin 'on a Prayer, de leur album de 1986 Slippery When Wet, en version acoustique, avec deux guitares, des percussions et un violon.
- Sheryl Crow : Safe and Sound, une nouvelle chanson qui est ensuite sortie sur son album C'mon, C'mon l'année suivante.
- Sting : Fragile, de son album de 1987... Nothing Like the Sun.
- Eddie Vedder et Mike McCready de Pearl Jam, avec Neil Young : Long Road, une chanson apparaissant à l'origine sur le EP Merkin Ball de Pearl Jam en 1995.
- Paul Simon : Bridge Over Troubled Water, de l'album de Simon & Garfunkel Bridge Over Troubled Water (1970).
- Céline Dion : God Bless America (tel qu'arrangé par le Canadien David Foster).
- Willie Nelson accompagné de l'ensemble basé à Los Angeles : America the Beautiful[2].

## Lecteurs
- Tom Hanks
- George Clooney
- Will Smith
- Mohamed Ali
- Kelsey Grammer
- Jim Carrey
- Cameron Diaz
- Robin Williams
- Dennis Franz
- Jimmy Smits
- Calista Flockhart
- Amy Brenneman
- Conan O'Brien
- Sarah Jessica Parker
- Tom Cruise
- Ray Romano
- Jeff Goldblum
- Lucy Liu
- Sela Ward
- Jane Kaczmarek
- Julia Roberts
- Chris Rock
- Robert De Niro
- Clint Eastwood

## Diffusions
Plus de 35 réseaux et câblodistributeurs diffusent simultanément America: A Tribute to Heroes, dont notamment : ABC, CBS, Fox, NBC, A&E, BET, Country Music Television, Comedy Central, Court TV, Discovery Channel, E!, ESPN, Fox Family, Fox Sports Net, FX, Galavision, Hallmark Channel, HBO, Lifetime, MTV, Oxygen, PAX, PBS, Sci-Fi, Showtime, Sundance Channel, Telemundo, TLC, TNN, TNT, The WB, Turner South, Univision, UPN, USA Network et VH1.
America: A Tribute to Heroes a été diffusé simultanément sur Internet à l'adresse  www.tributetoheroes.org et sur AOL, ainsi que sur plus de 8000 stations de radio à travers le pays, y compris Westwood One, Clear Channel Communications et ABC Radio affiliés sur les principaux marchés américains.
Sur le plan international, America: A Tribute to Heroes a été distribué aux diffuseurs de plus de 210 pays à travers le monde, dont BBC One au Royaume-Uni. De plus, l'American Forces Network a diffusé le programme en direct à la radio et à la télévision auprès de soldats, marins, aviateurs et marins américains dans plus de 175 pays à travers le monde.

## Voir également
- The Concert for New York City
- United We Stand: What More Can I Give
- Hope for Haiti Now